# Echinopsis ibicuatensis
Echinopsis ibicuatensis ist eine Pflanzenart aus der Gattung Echinopsis in der Familie der Kakteengewächse (Cactaceae). Das Artepitheton ibicuatensis verweist auf das Vorkommen der Art bei Ibicuati in der bolivianischen Provinz Cordillera.

## Beschreibung
Echinopsis ibicuatensis wächst einzeln. Die abgeflacht kugelförmigen bis kugelförmigen, hellgrünen Triebe erreichen bei Durchmessern von 8 bis 14 Zentimetern Wuchshöhen von 6 bis 9 Zentimeter. Der Triebscheitel ist eingesenkt. Es sind bis zu 13 scharfkantige Rippen vorhanden, die bis zu 2,5 Zentimeter hoch sind. Die auf ihnen befindlichen kreisrunden, auffälligen grauen Areolen stehen bis zu 1 Zentimeter voneinander entfernt. Aus ihnen entspringen hellgraue, nadelige Dornen. Der meist einzelne Mitteldorn, gelegentlich sind bis zu drei vorhanden, ist gerade, abstehend und bis zu 1,2 Zentimeter lang. Die etwa zehn ausgebreiteten Randdornen sind wenig gebogen und weisen eine Länge von bis zu 1 Zentimeter auf.
Die schmal trichterförmigen, weißen Blüten öffnen sich in der Nacht. Sie sind bis zu 18 Zentimeter lang und erreichen einen Durchmesser von 5 Zentimetern. Die ellipsoiden bis länglichen, etwas gehöckerten Früchte sind anfangs grün und werden später gelb. Sie reißen auf und erreichen eine Länge von bis zu 3 Zentimetern sowie einen Durchmesser von 1,5 Zentimetern.

## Verbreitung und Systematik
Echinopsis ibicuatensis ist im bolivianischen Departamento Santa Cruz in der Provinz Cordillera im Tiefland bei 800 Metern verbreitet.
Die Erstbeschreibung durch Martín Cárdenas wurde 1956 veröffentlicht.

## Nachweise